# Limbonic Art
Limbonic Art est un groupe de black metal norvégien, originaire de Sandefjord. En 1996, ils signent avec le label Nocturnal Art Productions sur lequel ils publient leur premier album, Moon in the Scorpio. En 2003, le groupe se sépare momentanément, puis se reforme en 2006. À la suite d'une dispute entre les membres, Krister Dreyer quitte le groupe, Vidar Jensen devenant le seul membre permanent du groupe.

## Biographie
Limbonic Art est formé en 1993 à Sandefjord par Daemon, et est à l'origine un groupe composé de trois membres,,. En 1996, ils signent avec le label Nocturnal Art Productions, dirigé par Samoth (d'Emperor et de Zyklon), sur lequel ils publient leur premier album, Moon in the Scorpio, qui est bien accueilli par la presse spécialisée,. L'année suivante, en 1997, sort leur deuxième album, In Abhorrence Dementia, suivi en 1998 de la sortie de Epitome of Illusions, puis de Ad Noctum Dynasty of Death en 1999. The Ultimate Death Worship, leur cinquième album studio, est publié en 2002. 
En 2003, le groupe se sépare momentanément. À cette période, les membres de la formation déclarent : « Nous sentons que nous sommes allés aussi loin que nous le pouvions. La boucle est bouclée, nous allons en commencer une autre. » Limbonic Art se reforme cependant en juin 2006,. En février 2007, le groupe retourne en studio pour composer leur sixième opus, Legacy of Evil, publié en été de cette même année. En août 2007, ils postent une chanson issue de l'album, Lycanthropic Tales. En 2009, le groupe annonce la réédition des deux premières cassettes démo en nouveau format.
À la suite d'une dispute entre les membres, Krister Dreyer quitte le groupe, Vidar Jensen devenant le seul membre permanent du groupe. C'est donc seul qu'il compose Phantasmagoria, le septième album studio du groupe, publié en 2010. 

## Style musical
Le groupe combine un black metal classique avec des éléments symphoniques grâce aux claviers. Le style musical du combo puise son inspiration dans la musique classique, comme dans les compositions de Wagner. Puisque le groupe n'a pas de batteur, ils utilisent une boite à rythmes.

## Discographie

### Albums studio
- 1996 : Moon in the Scorpio
- 1997 : In Abhorrence Dementia
- 1998 : Epitome of Illusions
- 1999 : Ad Noctum Dynasty of Death
- 2002 : The Ultimate Death Worship
- 2007 : Legacy of Evil
- 2010 : Phantasmagoria
- 2017 : Spectre Abysm

## Membres

### Membre actuel
- Daemon (Vidar Jensen) - chant, guitare, paroles, tous les instruments (1993-2003 ; depuis 2006)[1]

### Anciens membres
- Erlend Hole –	basse (1993)[1]
- Roger Jacobsen – batterie (1993 ; mort en 2002)[1]
- Roy A. Sørlie – guitare (1993 ; mort en 1999)[1]
- Krister "Morfeus" Dreyer – guitare solo, chant, boite à rythmes, clavier (1993-2003, 2006-2009)[1]
- Per Eriksen – batterie (1995-1996)[1]